# Prins-bisschop

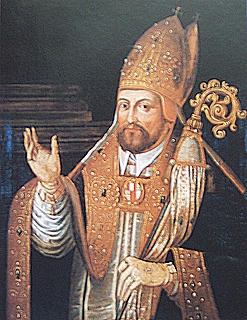
Johann Otto von Gemmingen, prins-bisschop van Augsburg

Een prins-bisschop of vorst-bisschop was in de middeleeuwen een persoon die binnen de organisatie van de Rooms-Katholieke Kerk de functie van bisschop had en naast het geestelijk bestuur over een kerkelijk gewest, het bisdom, ook het wereldlijk gezag uitoefende over een bepaald grondgebied, waar hij de functie van landsheer had, dienend onder een koning of keizer.

## Inleiding
Prins-bisschoppen kwamen onder meer voor in Engeland, West- en Midden-Europa, Macedonië, Polen, Andorra en Montenegro, telkens waar een plaatselijke bisschop ook wereldlijke macht had weten te verwerven. Daar konden verschillende redenen voor zijn, bijvoorbeeld het strategisch belang dat een stad of regio voor de wereldlijk machthebber had, die er dan naar streefde dat de kerkelijk bestuurder hem of haar goedgezind was. De term prins-bisschop wordt vooral gebruikt door historici, vanuit de kerken werden aan de bisschoppen met dubbelfunctie meestal andere titels.
Een belangrijk verschil tussen de Kerken: de geestelijken van de Anglicaanse en Oosters-orthodoxe kerken mochten een vrouw huwen, die van de Rooms-Katholieke Kerk niet. In Montenegro regeerde een bisschop van de Servisch-orthodoxe Kerk als vazal van de Turkse sultan. De titel en waardigheid waren hier erfelijk binnen de familie Njegosh en de (ongehuwde) bisschoppen werden opgevolgd door hun neven. De laatste regerende prins-bisschop was die van Montenegro, waarna het land in 1860 een gewoon vorstendom werd. Sinds bisschoppen geen wereldlijk gezag meer bekleden, wordt de titel alleen nog in een historische context gebruikt.

## Prins-bisschoppen in het Heilige Roomse Rijk
In het Heilige Roomse Rijk daarentegen vormden een vijftigtal prinsbisdommen een onderdeel van de rijksorganisatie (naast vele honderden andere vorstendommen). In de 11e eeuw probeerde paus Gregorius VII de Rijksbisschoppen weer strakker aan de kerkelijke hiërarchie te binden door het document Dictatus papae, maar in 1220 werden de prins-bisschoppen vrijwel zelfstandig door het verdrag dat zij sloten met keizer Frederik II: de Confoederatio cum principibus ecclesiasticis. Tijdens de Reformatie werd een aantal prinsbisdommen geseculariseerd en omgezet in wereldlijke
vorstendommen. De laatste prinsbisdommen verdwenen ten slotte bij de Reichsdeputationshauptschluss van 1803.
De belangrijkste geestelijke vorsten waren de aartsbisschoppen van Mainz, Trier en Keulen, die tevens keurvorst waren.
In de Nederlanden bestond tot 1526 het prinsbisdom Utrecht, tot 1795 het prinsbisdom Luik en het prinsbisdom Kamerijk. In 1672 werd de Republiek onder andere aangevallen door de keurvorst-aartsbisschop van Keulen en de prins-bisschop van Münster. De laatste was Bernhard von Galen van Münster, die in Groningen als Bommen Berend bekendstaat.
Een minder belangrijke variant van de prins-bisschop was de prins-abt zoals die van het abdijvorstendom Stavelot-Malmedy (dat vaak in personele unie verbonden was met het prinsbisdom Luik) en het abdijvorstendom Thorn.

## Lijst van prinsbisdommen binnen het Heilige Roomse Rijk

### Kerkprovincie Mainz
| Wapen | Naam        | Statuut                       | Lokale na(a)me(n)                                                          | Kreits                       | Moderne staat                    | Opmerkingen |
| ----- | ----------- | ----------------------------- | -------------------------------------------------------------------------- | ---------------------------- | -------------------------------- | --- |
|       | Mainz       | Aartsbisdom en keurvorstendom | Erzstift und Kurfürstentum Mainz                                           | Keur-Rijnse Kreits           | Duitsland                        | Keurvorst en pauselijk legaat van Duitsland; primas Germaniae.                                                                       |
|       | Straatsburg | Bisdom                        | Bistum Strossburi Principauté épiscopale de Strasbourg Hochstift Straßburg | Boven-Rijnse Kreits          | Frankrijk Duitsland              | |
|       | Worms       | Bisdom                        | Hochstift Worms                                                            | Boven-Rijnse Kreits          | Duitsland                        | |
|       | Spiers      | Bisdom                        | Hochstift Speyer                                                           | Boven-Rijnse Kreits          | Duitsland                        | |
|       | Chur        | Bisdom                        | Hochstift Chur Uvestgieu da Cuira                                          | Oostenrijkse Kreits          | Zwitserland                      | |
|       | Augsburg    | Bisdom                        | Hochstift Augsburg                                                         | Zwabische Kreits             | Duitsland                        | |
|       | Konstanz    | Bisdom                        | Hochstift Konstanz                                                         | Zwabische Kreits             | Duitsland Zwitserland Oostenrijk | |
|       | Würzburg    | Bisdom                        | Hochstift Würzburg                                                         | Frankische Kreits            | Duitsland                        | In 1168 verleende keizer Frederik I Barbarossa de titel hertog van Franken aan de bisschoppen van Würzburg.                          |
|       | Eichstätt   | Bisdom                        | Hochstift Eichstätt                                                        | Frankische Kreits            | Duitsland                        | |
|       | Verden      | Bisdom                        | Hochstift Verden                                                           | Nederrijns-Westfaalse Kreits | Duitsland                        | In 1566 werd het bisdom luthers, waardoor de wereldlijke taken van de bisschoppen vervielen. Het (lutherse) bisdom verdween in 1648. |
|       | Paderborn   | Bisdom                        | Hochstift Paderborn                                                        | Nederrijns-Westfaalse Kreits | Duitsland                        | |
|       | Hildesheim  | Bisdom                        | Hochstift Hildesheim                                                       | Nedersaksische Kreits        | Duitsland                        | |
|       | Halberstadt | Bisdom                        | Hochstift Halberstadt                                                      | Nedersaksische Kreits        | Duitsland                        | |

### Kerkprovincie Keulen
| Wapen | Naam      | Statuut                       | Lokale na(a)me(n)                                                  | Kreits                       | Moderne staat    | Opmerkingen |
| ----- | --------- | ----------------------------- | ------------------------------------------------------------------ | ---------------------------- | ---------------- | --- |
|       | Keulen    | Aartsbisdom en keurvorstendom | Erzstift und Kurfürstentum Köln                                    | Keur-Rijnse Kreits           | Duitsland        | Keurvorst en aartskanselier van Italië. |
|       | Luik      | Bisdom                        | Principauté épiscopale de Liège Prinsbisdom Luik Hochstift Lüttich | Nederrijns-Westfaalse Kreits | België Nederland | |
|       | Utrecht   | Bisdom                        | Sticht Utrecht                                                     | Nederrijns-Westfaalse Kreits | Nederland        | |
|       | Osnabrück | Bisdom                        | Hochstift Osnabrück                                                | Nederrijns-Westfaalse Kreits | Duitsland        | Sinds 1648 wisselden lutherse en katholieke bisschoppen elkaar af. |
|       | Minden    | Bisdom                        | Hochstift Minden                                                   | Nederrijns-Westfaalse Kreits | Duitsland        | |
|       | Münster   | Bisdom                        | Hochstift Münster                                                  | Nederrijns-Westfaalse Kreits | Duitsland        | |
|       | Kamerijk  | Bisdom                        | Principauté épiscopale de Cambrai                                  | Nederrijns-Westfaalse Kreits | Frankrijk        | Het bisdom Kamerijk omvatte een groot deel van de Zuidelijke Nederlanden, maar de wereldlijke macht van de bisschop beperkte zich tot de stad Kamerijk en haar omgeving. |

### Kerkprovincie Trier
| Wapen | Naam   | Statuut                       | Lokale na(a)me(n)                             | Kreits              | Moderne staat | Opmerkingen                                                                                    |
| ----- | ------ | ----------------------------- | --------------------------------------------- | ------------------- | ------------- | ---------------------------------------------------------------------------------------------- |
|       | Trier  | Aartsbisdom en keurvorstendom | Erzstift und Kurfürstentum Trier              | Keur-Rijnse Kreits  | Duitsland     | Keurvorst en aartskanselier van Bourgondië.                                                    |
|       | Metz   | Bisdom                        | Hochstift Metz Principauté épiscopale de Metz | Boven-Rijnse Kreits | Frankrijk     | Metz is een van de Drie Bisdommen die in 1552 veroverd werden door Hendrik II van Frankrijk.   |
|       | Toul   | Bisdom                        | Principauté épiscopale de Toul                | Boven-Rijnse Kreits | Frankrijk     | Toul is een van de Drie Bisdommen die in 1552 veroverd werden door Hendrik II van Frankrijk.   |
|       | Verdun | Bisdom                        | Principauté épiscopale de Verdun              | Boven-Rijnse Kreits | Frankrijk     | Verdun is een van de Drie Bisdommen die in 1552 veroverd werden door Hendrik II van Frankrijk. |

### Kerkprovincie Salzburg
| Wapen | Naam       | Statuut     | Lokale na(a)me(n)    | Kreits              | Moderne staat        | Opmerkingen |
| ----- | ---------- | ----------- | -------------------- | ------------------- | -------------------- | ----------- |
|       | Salzburg   | Aartsbisdom | Erzstift Salzburg    | Beierse Kreits      | Oostenrijk           |             |
|       | Brixen     | Bisdom      | Hochstift Brixen     | Oostenrijkse Kreits | Italië               |             |
|       | Passau     | Bisdom      | Hochstift Passau     | Beierse Kreits      | Duitsland Oostenrijk |             |
|       | Regensburg | Bisdom      | Hochstift Regensburg | Beierse Kreits      | Duitsland            |             |
|       | Freising   | Bisdom      | Hochstift Freising   | Beierse Kreits      | Duitsland Oostenrijk |             |

### Kerkprovincie Bremen
| Wapen | Naam   | Statuut     | Lokale na(a)me(n) | Kreits                | Moderne staat | Opmerkingen |
| ----- | ------ | ----------- | ----------------- | --------------------- | ------------- | --- |
|       | Bremen | Aartsbisdom | Erzstift Bremen   | Nedersaksische Kreits | Duitsland     | In 1566 werd het bisdom luthers, waardoor de wereldlijke taken van de bisschoppen vervielen. Het (lutherse) bisdom verdween in 1648. |
|       | Lübeck | Bisdom      | Hochstift Lübeck  | Nedersaksische Kreits | Duitsland     | |

### Kerkprovincie Maagdenburg
| Wapen | Naam           | Statuut     | Lokale na(a)me(n)                | Kreits                 | Moderne staat | Opmerkingen |
| ----- | -------------- | ----------- | -------------------------------- | ---------------------- | ------------- | --- |
|       | Maagdenburg    | Aartsbisdom | Erzstift Magdeburg               | Nedersaksische Kreits  | Duitsland     | In 1566 werd het bisdom luthers, waardoor de wereldlijke taken van de bisschoppen vervielen. Het (lutherse) bisdom werd geseculariseerd tot hertogdom Maagdenburg in 1680. |
|       | Lebus          | Bisdom      | Hochstift Lebus Diecezja Lubuska | Geen                   | Duitsland     | In 1555 werd het bisdom luthers, waardoor de wereldlijke taken van de bisschoppen vervielen. Het (lutherse) bisdom werd deel van het markgraafschap Brandenburg in 1598.   |
|       | Merseburg      | Bisdom      | Hochstift Merseburg              | Geen                   | Duitsland     | In 1544 werd het bisdom luthers, waardoor de wereldlijke taken van de bisschoppen vervielen. Het (lutherse) bisdom werd deel van het keurvorstendom Saksen in 1565.        |
|       | Meißen         | Bisdom      | Hochstift Meißen                 | Geen                   | Duitsland     | In 1581 werd het bisdom luthers, waardoor de wereldlijke taken van de bisschoppen vervielen. Het (lutherse) bisdom werd deel van het keurvorstendom Saksen in 1663.        |
|       | Naumburg-Zeitz | Bisdom      | Hochstift Naumburg-Zeitz         | Opper-Saksische Kreits | Duitsland     | In 1542 werd het bisdom luthers, waardoor de wereldlijke taken van de bisschoppen vervielen. Het (lutherse) bisdom werd deel van het keurvorstendom Saksen in 1565.        |

### Kerkprovincie Besançon
| Wapen | Naam     | Statuut     | Lokale na(a)me(n)                                  | Kreits              | Moderne staat                   | Opmerkingen |
| ----- | -------- | ----------- | -------------------------------------------------- | ------------------- | ------------------------------- | --- |
|       | Besançon | Aartsbisdom | Principauté épiscopale de Besançon                 | Geen                | Frankrijk                       | De aartsbisschoppen regeerden over de stad Besançon. Toen die in 1290 een vrije rijksstad werd, behielden de aartsbisschoppen wel bepaalde privileges. |
|       | Bazel    | Bisdom      | Hochstift Basel Principauté épiscopale de Besançon | Boven-Rijnse Kreits | Zwitserland Duitsland Frankrijk | |
|       | Lausanne | Bisdom      | Principauté épiscopale de Lausanne                 | Geen                | Zwitserland                     | In 1536 werd het prinsbisdom veroverd door het kanton Bern en werd het bestuur geseculariseerd.                                                        |

### Direct onder de paus vallende bisdommen

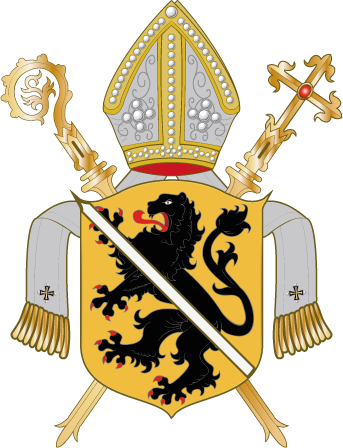
prinsbisdom Bamberg
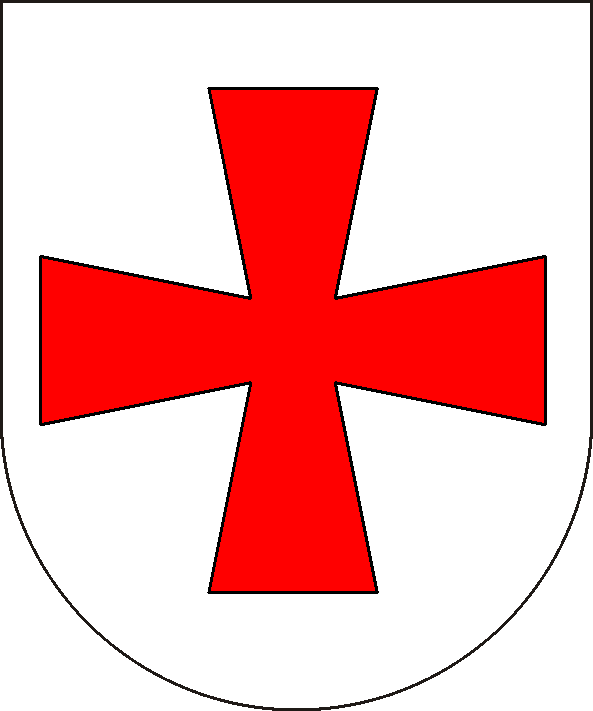
prinsbisdom Kammin
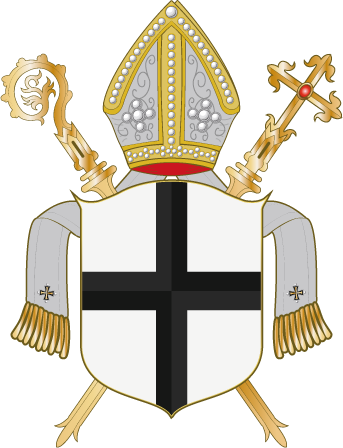
prinsbisdom Fulda

### Kerkprovincie Aquileja
| Wapen | Naam     | Statuut      | Lokale na(a)me(n)                               | Kreits              | Moderne staat     | Opmerkingen                                                                      |
| ----- | -------- | ------------ | ----------------------------------------------- | ------------------- | ----------------- | -------------------------------------------------------------------------------- |
|       | Aquileja | Patriarchaat | Patrie dal Friûl Oglejski patriarhat            | Geen                | Italië            | In 1445 op het Concilie van Florence-Ferrara afgestaan aan de republiek Venetië. |
|       | Trente   | Bisdom       | Hochstift Trient Principato vescovile di Trento | Oostenrijkse Kreits | Italië Oostenrijk |                                                                                  |

## Prins-bisschoppen in Frankrijk
In Frankrijk bekleedden de bisschoppen traditioneel geen wereldlijke macht, tenzij dan in de gebieden die veroverd waren op het Heilige Roomse Rijk. Wel waren er zes bisschoppen die van ambtswege een adellijke titel droegen en daardoor behoorden tot de pairs van Frankrijk. De pairie ontstond in de 12e eeuw. In 1216 werd het aantal pairs vastgesteld op 9: 6 geestelijke en 3 wereldlijke. Hoewel het aantal wereldlijke pairs sterk varieerde, bleef het aantal geestelijke pairs altijd stabiel. Aangezien Sint-Remigius in 496 Clovis gekroond had tot eerste koning van Frankrijk, kreeg de aartsbisschop van Reims de eerste plaats onder de pairs. De andere geestelijke pairs speelden ook een rol in de kroningsceremonie. In 1674 benoemde Lodewijk XIV de aartsbisschop van Parijs tot hertog van Saint-Cloud, die daarmee de zevende geestelijke pair werd.
| Wapen | Naam                                             | Adellijke titel     | Lokale na(a)me(n)                       | Taak bij de kroning                                                                              |
| ----- | ------------------------------------------------ | ------------------- | --------------------------------------- | ------------------------------------------------------------------------------------------------ |
|       | Aartsbisschop van Reims                          | Hertog              | Archevêque-duc de Reims                 | Hij zalft en kroont de Koning.                                                                   |
|       | Bisschop van Laon                                | Hertog              | Évêque-duc de Laon                      | Hij draagt de Heilige Ampul met de gewijde olie om de Koning mee te zalven.                      |
|       | Bisschop van Langres                             | Hertog              | Évêque-duc de Langres                   | Hij draagt de scepter van de Koning. Hij is de enige die niet onder de kerkprovincie Reims valt. |
|       | Bisschop van Beauvais                            | Graaf               | Évêque-comte de Beauvais                | Hij draagt de mantel van de Koning.                                                              |
|       | Bisschop van Châlons                             | Graaf               | Évêque-comte de Châlons                 | Hij draagt de ring van de Koning.                                                                |
|       | Bisschop van Noyon                               | Graaf               | Évêque-comte de Noyon                   | Hij draagt de gordel van de Koning.                                                              |
|       | Aartsbisschop van Parijs, hertog van Saint-Cloud | Hertog (sinds 1674) | Archevêque de Paris, duc de Saint-Cloud | Geen.                                                                                            |